# 科西嘉王国
科西嘉王国（義大利語：Regno di Corsica）是科西嘉岛上的一个短暂的王国。1736年3月，科西嘉岛民加冕德国冒险家特奥多尔·冯·诺伊霍夫为科西嘉国王，王国成立。同年11月，诺伊霍夫离开科西嘉，寻求外国援助。在得知可能会获得西班牙和那不勒斯的保护后，他出发前往荷兰，但在阿姆斯特丹因欠债被捕，后数次返回科西嘉未果，于1756年逝于伦敦。